# Ahmed ben Abdelaziz Al Saoud
Ahmed ben Abdelaziz Al Saoud (en arabe : احمد بن عبد العزيز آل سعود), né le 5 septembre 1942, est un homme politique saoudien, membre de la dynastie saoudienne.

## Biographie
Issu du mariage du roi Abdelaziz ben Abderrahmane Al Saoud avec Hassa al Soudayri, il est le plus jeune des sept frères « Soudayri ». Encore enfant à la mort de son père en 1953, il est élevé par ses frères et sa mère. Son frère aîné Fahd est sa figure paternelle.
Ahmed est nommé ministre de l'Intérieur en juin 2012 après la mort du précédent titulaire, son frère Nayef. Il est alors perçu comme un candidat au trône mais le 5 novembre suivant, il est limogé et remplacé par son neveu, Mohammed ben Nayef Al Saoud, fils de Nayef.
En mars 2020, Ahmed est accusé de complot visant à renverser le roi et le prince héritier Mohammed ben Salmane et arrêté, tout comme Mohammed ben Nayef Al Saoud et son demi-frère Nawaf Ben Nayef. Cette arrestation est perçue comme un moyen, pour Mohammed ben Salmane, d'empêcher qu'un autre prince saoudien puisse devenir le prochain roi,.